# Viverra civettina
La civeta de manchas grandes de Malabar (Viverra civettina) es una especie de mamífero carnívoro de la familia Viverridae. Esta especie fue muy común a lo largo de la costa de Kerala y Karnataka al sur de India. Su población disminuyó desde principios del siglo XX, debido a que frecuentemente se usó para la producción de almizcle de civeta en la década de 1960. En 1990, poblaciones aisladas de esta especie aún existían en las regiones menor intervenidas por el hombre al sur de Malabar. Para 1999, se creía que menos de 250 individuos maduros sobrevivían en su medio natural.

## Descripción
La civeta de manchas grande de Malabar se considera por algunos investigadores como una subespecie de la civeta manchada grande (Viverra megaspila). Basado en los datos de esta especie se considera que probablemente pese de 8-9 kg. La piel es blanco grisáceo con manchas negras. Una característica que la diferencia de la civeta pequeña de India (Viverricula indica), con la cual puede ser confundida, es la longitud de la cola, la cual es más corta comparada con la longitud de su cuerpo y la presencia de una cresta de pelo negro eréctil sobre la espalda, la cual es característica de las cuatro especies del género Viverra.

## Hábitat
Esta especie de civeta habitaba originalmente en la selva húmeda costera de Malabar, donde se hallaba en las planicies boscosas y colinas adyacentes. Alguna vez fue muy prolífica en los distritos costeros de Malabar y Travancore. La deforestación intensa ha reducido el bosque de Malabar a una serie de zonas de vegetación aisladas. Algunas plantaciones le sirven de refugio, las cuales probablemente contengan las poblaciones remanentes de esta especie.

## Comportamiento
Es un animal de hábitos nocturnos, carnívoro y de naturaleza solitaria y agresiva. Busca alimento sobre el suelo y nunca se le ha observado en los árboles. Se alimenta de mamíferos pequeños, reptiles, anfibios, peces, huevos de ave y vegetales. la especie es difícil de mantener en cautiverio para la producción de almizcle, una secreción de las glándulas anales de todas las civetas que es usada como agente estabilizante para perfumes, en medicina tradicional y saborizante para cigarrillos.

## Conservación
En la Lista Roja de la UICN se considera como una especie en peligro crítico de extinción. Sus amenazas son la fragmentación de la población que se encuentra confinada a pequeñas áreas, los cultivos a gran escala y las capturas accidentales por perros. Se les considera ladrones de aves de corral, y son muertos cuando se les encuentra.